# André Makarakiza
André Makariza (Rudehe, 30 juni 1919 - 17 april 2004), was een Burundees geestelijke en  aartsbisschop van de Rooms-Katholieke Kerk.
Hij werd op 16 augustus 1951 tot priester gewijd en trad toe tot de Congregatie van de Missionarissen van Afrika. Op 21 augustus 1961 volgde zijn benoeming tot bisschop van Ngozi en in 1969 werd hij aartsbisschop van Gitega.
In 1959 publiceerde hij zijn doctoraatsthesis in de Wijsbegeerte bij ARSOM, Nouvelle Série, tome XIX, fasc.2 : La Dialectique des Barundi, Bruxelles.
Als bisschop van Ngozi vroeg en kreeg hij hulp van bisschop Albino Luciani (bisschop van Vittorio Veneto). Het bisdom Ngozi had namelijk te lijden onder een tekort aan priesters. Luciani zond een groot aantal van zijn priesters naar Burundi om daar hulp te bieden. Ook zamelde Luciani geld in voor de bouw van een kathedrale kerk. Luciani woonde de wijding van deze kerk bij, maar weigerde tijdens de mis op te treden als hoofdcelebrant omdat hij vond dat bisschop Makarakiza dat zelf moest doen.
Aartsbisschop Makariza ging in 1982 met emeritaat.